# Бесарабски пирей
Бесарабските пиреи (Elymus farctus) са вид растения от семейство Житни (Poaceae).
Те са незастрашен вид.
Таксонът е описан за пръв път от Александър Мелдерис през 1978 година.

## Подвидове
- Elymus farctus subsp. bessarabicus
- Elymus farctus subsp. boreali-atlanticus
- Elymus farctus subsp. boreo-atlanticus
- Elymus farctus subsp. farctus
- Elymus farctus subsp. rechingeri